# 虹ヶ嶽杣右エ門
虹ヶ嶽 杣右エ門（にじがたけ そまえもん）は、大和国（現在の奈良県）出身の江戸時代の元大相撲力士。最高位は大関（歴代大関としての代数は第49代大関）。
安永3年（1774年）冬場所(10月)、二段目格の番付外に虹ヶ瀧 杣右エ門（にじがたき そまえもん）の名で付け出され、安永4年（1775年）冬場所(10月)、虹ヶ嶽 杣右エ門と改めて大関に大抜擢された。安永5年（1776年）春場所(1月)関脇に陥落し、その後数場所平幕に在位していたが、安永7年（1778年）冬場所(10月)関脇に復帰した。以後はほとんどの場所で関脇・小結に在位し、天明2年（1782年）春場所(2月)には6勝0敗2休1分1預の優勝相当成績を修めた。谷風梶之助 (2代)には1回も勝てなかったが、それでも無勝負を1回記録している。幕内を9年間務め、10場所三役（大関含む）に在位し、天明3年（1783年）冬場所(11月)を最後に引退した。

## 主な成績
- 初土俵：安永3年10月場所（二段目）
- 新入幕：安永4年10月場所（大関）
- 現役在位：19場所
- 通算成績：66勝38敗20休22分3預3無勝負
- 大関在位：1場所
- 大関成績：5勝3敗1休
- 三役（大関含む）在位：10場所
- 幕内（上段）在位：17場所
- 幕内（上段）成績：66勝35敗20休22分3預3無勝負
- 優勝相当成績：1回（天明2年2月場所）
- 最終場所：天明3年11月場所

### 場所別成績
| 1774年 | x                    | 幕下 –                 |
| 1775年 | 東幕下3枚目 0–3      | 西大関 5–3–1           |
| 1776年 | 西関脇 – 興行中止    | 西前頭筆頭 4–3 1無     |
| 1777年 | 西前頭4枚目 3–3 2分  | 西前頭筆頭 6–2         |
| 1778年 | 東前頭筆頭 3–3–1 3分 | 東関脇 5–1–2 1分1預    |
| 1779年 | 東関脇 4–3–1 2分     | 東前頭2枚目 4–3 2分1預 |
| 1780年 | 東前頭筆頭 2–3 1分   | 東小結 4–2–1 3分       |
| 1781年 | 東関脇 4–3–1 2分     | 東前頭筆頭 7–2 1分     |
| 1782年 | 東関脇 6–0–2 1分1預  | 東関脇 6–1 2分1無      |
| 1783年 | 東関脇 3–3–1 2分1無  | 東小結 引退 0–0–10     |
| 各欄の数字は、「勝ち-負け-休場」を示す。 優勝 引退 休場 十両 幕下 三賞：敢=敢闘賞、殊=殊勲賞、技=技能賞 その他：★=金星 番付階級：幕内 - 十両 - 幕下 - 三段目 - 序二段 - 序ノ口 幕内序列：横綱 - 大関 - 関脇 - 小結 - 前頭（「#数字」は各位内の序列） |                      |                        |

- この成績表でテンプレートの仕様上「幕下」となっている部分は、番付表の上から二段目であるため、「二段目」と呼ぶ方が正確である。当時は段ごとに力士の地位を待遇差で区別する発想がまだ確立しておらず、二段目以下でも番付表で「前頭」（「同」表記でない）と書かれている部分までは「幕内格」と見るべきだという説がある。

### 改名歴
- 虹ヶ瀧 杣右エ門（にじがたき そまえもん）
- 虹ヶ嶽 杣右エ門（にじがたけ そまえもん）